# Mancomunitat de l'Alacantí
La Mancomunitat de l'Alacantí és una mancomunitat de municipis de la comarca del mateix nom. Les seues competències són: Depuració d'aigües residuals, Gabinet psicopedagògic, Recollida d'animals abandonats, Sanitat i Urbanisme
Els pobles que formen la mancomunitat són: Agost, Alacant, el Campello, Mutxamel, Sant Joan d'Alacant i Sant Vicent del Raspeig.